# Бранчдејл (Пенсилванија)
Бранчдејл (енгл. Branchdale) насељено је место без административног статуса у америчкој савезној држави Пенсилванија.

## Демографија
По попису из 2010. године број становника је 388, што је 48 (-11,0%) становника мање него 2000. године.
| Група             | 2000.       | 2010.       |
| Белци             | 434 (99,5%) | 373 (96,1%) |
| Афроамериканци    | 0 (0,0%)    | 1 (0,3%)    |
| Азијати           | 0 (0,0%)    | 3 (0,8%)    |
| Хиспаноамериканци | 2 (0,5%)    | 5 (1,3%)    |
| Укупно            | 436         | 388         |